# Jaqalū
Jaqalū (persiska: چَقَلو, جقلو, Chaqalū) är en ort i Iran.   Den ligger i provinsen Kurdistan, i den nordvästra delen av landet, 400 km väster om huvudstaden Teheran. Jaqalū ligger 1 697 meter över havet och antalet invånare är 123.
Terrängen runt Jaqalū är platt söderut, men norrut är den kuperad. Jaqalū ligger nere i en dal. Runt Jaqalū är det ganska glesbefolkat, med 23 invånare per kvadratkilometer. Närmaste större samhälle är Bābā Rād, 3,7 km sydväst om Jaqalū. Trakten runt Jaqalū består i huvudsak av gräsmarker.